# 龙胜香茶菜
龙胜香茶菜（学名：Isodon lungshengensis）为唇形科香茶菜属下的一个种。